# Dantumadeel
Dantumadeel (vestfrisisk: Dantumadiel) er en kommune i provinsen Frisland i Nederlandene. Kommunens samlede areal udgør 87,49 km2 (hvoraf 1,71 km2 er vand) og indbyggertallet er på 19.677 indbyggere (2005).